# Харське (Орловська область)
Харське (рос. Харское) — присілок у Должанському районі Орловської області Російської Федерації.
Населення становить 51 особу. Входить до муніципального утворення Дубровське сільське поселення.

## Історія
Населений пункт розташований у межах Чорнозем'я та історичного Дикого Поля. 30 липня 1928 року у складі Єлецького округу Центрально-Чорноземної області, 13 червня 1934 року після ліквідації Центрально-Чорноземної області населений пункт увійшов до складу новоствореної Курської області.
З 27 вересня 1937 року в складі новоствореної Орловської області.
Від 2013 року входить до муніципального утворення Дубровське сільське поселення.

## Населення
1. Н/Д[2]